# Taal (Batangas)
Pour les articles homonymes, voir Taal.
Taal est une municipalité des Philippines dans la province de Batangas, située dans la région de Calabarzon.